# Sakura Tsukuba
Sakura Tsukuba (jap. 筑波 さくら, Tsukuba Sakura; * 16. Februar 19xx in der Präfektur Saitama, Japan) ist eine japanische Manga-Zeichnerin.
Für die 32-seitige Kurzgeschichte Hikari no Dodeki Haru no Hini gewann sie den fünften LMG Kasaku-Preis. Der Manga wurde ihr Debüt mit seiner Veröffentlichung im Juli 1994 im Manga-Magazin LaLa DX, das sich vorwiegend an jugendliche Mädchen richtet, sich also Mangas der Shōjo-Gattung widmet. Es folgten mehrere weitere Kurzgeschichten für LaLa DX und dessen Schwestermagazine LaLa und Lunatic LaLa. Ab 1998 schuf sie auch einige kurze Werke für das sich an eine ältere Zielgruppe richtende Melody-Magazin, das wie auch die LaLa-Magazine vom Hakusensha-Verlag herausgebracht wird.
Der Durchbruch für die Zeichnerin kam jedoch erst mit ihrer ersten längeren Serie, Mekakushi no Kuni, die sie erstmals im Januar 1999 im LaLa DX veröffentlichte. In Mekakushi no Kuni erzählt Tsukuba von einer Jugendlichen, die das zukünftige Schicksal der Leute sehen kann, die sie berührt. Sie trifft auf einen Jungen, der eine ähnliche Fähigkeit hat wie sie; allerdings kann er in die Vergangenheit sehen. Die Manga-Serie wechselte 2000 ins eine größere Leserschaft erreichende LaLa und endete dort erst im März 2004, nach über 1.700 Seiten, die auch in neun Sammelbände verlegt wurden. Mekakushi no Kuni wurde ins Englische übersetzt. Von 2008 bis 2009 erschien eine Bunkoban-Neuauflage in fünf Bänden.
Bereits zwei Monate vor dem Ende von Mekakushi no Kuni war im LaLa DX das erste Kapitel einer neuen Serie Tsukubas zu sehen. Yoroshiku Master (als Sweet Santa in Deutschland bei Tokyopop) erscheint seitdem in unregelmäßigen Abständen im Magazin und wurde bis 2009 in drei Sammelbänden zusammengefasst. Darin geht es um eine Siebzehnjährige, die scheinbar ein Weihnachtsmann ist und auf ihr Rentier zunächst noch in Menschengestalt trifft. Seit Oktober 2004 zeichnet die Autorin an einem weiteren Comic, dem bisher ungefähr 700 Seiten umfassenden Penguin Kakumei, für das LaLa. Erneut stellt Tsukuba darin ein Mädchen in den Vordergrund, das eine spezielle Fähigkeit hat: Sie kann in den Umrissen von Vögeln bestimmte Auren erkennen.

## Werke (Auswahl)
- Hikari no Dodeki Haru no Hi ni (光のどけき春の日に), 1994
- Mori no Koe (森の声), 1994
- Hyakka Nimusho no Akuma (百花事務所の悪魔), 1996
- Machigaeru Otoko (間違える男), 1997
- Mekakushi no Kuni (目隠しの国), 1999–2004, 9 Bände
- Yoroshiku Master (よろしくマスター), seit 2003, bisher 3 Bände
- Penguin Kakumei (ペンギン革命), 2004–2007, 7 Bände
- Tonari no Inuyama-kun (となりの犬山くん), seit 2008